# Haanden
Haanden er en dansk stum dramafilm fra 1907 produceret af Nordisk Films Kompagni og instrueret af Viggo Larsen.

## Handling
Denne artikel mangler et handlingsreferat. Hjælp os med at skrive det.

## Medvirkende
- Oda Alstrup
- Viggo Larsen
- Gustav Lund
- Storm P.